# Batalla de Mataquito

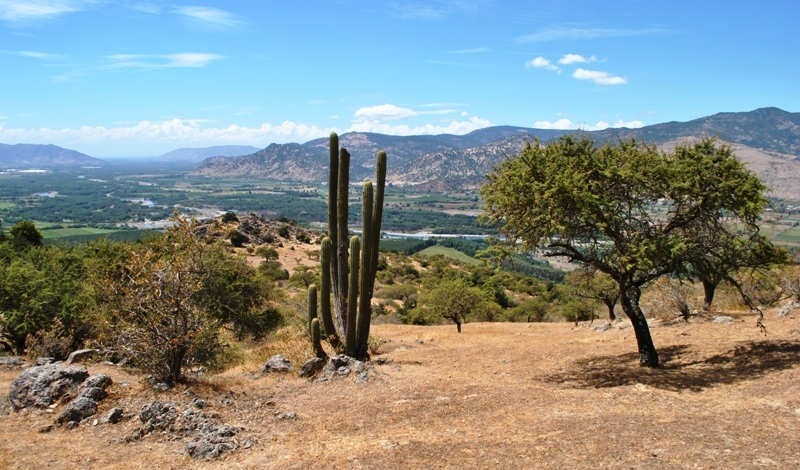
El Cerro Chiripilco a la Huerta de Mataquito

Batalla de Mataquito. A la riba del Riu Mataquito (Xile) es van donar tres batalles entre espanyols i araucans, acabdillats aquests pel conegut Lautaro, la primera el 14 de novembre de 1556, la segona alguns dies després, i la tercera el 19 d'abril de 1557. Aquest encontre militar entra dintre el context de la guerra d'Arauco.
En la primera batalla les forces indígenes eren de més de 1.000 homes, mentre que els castellans només comptaven amb 21 homes. En el segon combat els espanyols no tenien més que 40 soldats de cavalleria comandats per Pedro de Villagra, i en la tercera batalla augmentà considerablement el nombre d'araucans, i els espanyols només contaren amb l'auxili de 400 indis, comandats per Francisco de Villagra. El paratge on el riu Mataquito, abans de desembocar en el mar, descriu una espècie de semicercle, fou on esdevingué la primera batalla. Lautaro amb les seves hosts s'havia amagat en un replec del Mataquito, a l'esquerra del riu d'aquest nom, en un lloc anomenat Peteroa, on menà obrir grans forats amb la fi que la cavalleria enemiga no pogués atacar-los fàcilment. Després de quatre dies de marxa, el 14 de novembre, els genets espanyols amb el seu cap Diego Cano, es presentaren davant el campament de Lautaro, i al passar el pantà els sortiren a l'encontre els araucans, obligant-los a sostenir un combat que fou desavantatjós per la cavalleria espanyola a causa de les condicions del terreny. Els espanyols tingueren diversos ferits i un mort, pel que tingueren de retirar-se a Santiago de Xile.
Després d'aquesta poc afortunada expedició, el capità Pedro de Villagra marxa ràpidament contra l'enemic amb 40 soldats de cavalleria, i acampà una nit a curta distància dels araucans decidit a atacar les forces de Lautaro. Els espanyols deixaren els seus cavalls que no podien servir-los en aquell terreny i avançaren sense trobar cap resistència per part dels indis, els quals, pel contrari, simularen retirar-se. Però en arribar els espanyols enfront del fort que ocupaven els indígenes, aquest sortiren dels seus parapets i envoltaren per totes bandes a les forces de Villagra, que feren esforços d'heroisme, però tingueren de retirar-se davant la superioritat numèrica indígena. L'endemà Villagran volgué prendre venjança, però al presentar-se de bell nou en el lloc on havien acampat els araucans, aquests ja havien desaparegut.
Per el tercer combat, Lautaro construí un camp fortificat a les ribes del Mataquito i a la falda dels turons que tanquen la vall. Aquest camp estava defensat per trinxeres formades de palissades i troncs i una ampla fossa. Lantaro, que comptava amb queviures suficients, es va creure invencible. Ensems Villagra i Godínez, penetraren en la muntanya per prendre el camí de las Palmas. Marxaren de nit i amb moltes precaucions sense ser vistos arribaren a les posicions dels indígenes. Creient-se aquests segurs per aquella banda, no hi tenien sentinelles. A l'albada del dia 29 d'abril de 1557 caigueren sobre les posicions de Lautaro, penetraren en el camp fortificat dels araucans, i ajudats pels indis auxiliars, venceren a les forces dels araucans, i Lantaro caigué mortalment ferit. No obstant els seus guerrers no es desorganitzaren i resistiren de forma ferotge. Saltant les palissades que havien construït per la seva defensa, van córrer cap al pla i allà renovaren la lluita. Els espanyols els seguiren de prop, però Juan de Villagra, parent del corregidor, fou descavalcat del cavall i morí a mans dels indis.
Els espanyols assoliren la victòria. Després d'aquesta jornada els indígenes no renovaren més empreses d'aquest gènere, i la ciutat de Santiago de Xile es va veure lliurada de les seves invasions.